# Orlando Monteiro
Orlando Semedo Monteiro, dit Orlando, né le 18 mai 1972 à Praia au Cap-Vert, est un footballeur international santoméen. Il évoluait au poste d'attaquant.

## Biographie

### Carrière en club
Au cours de sa carrière en club, il joue 18 matchs en 1re division portugaise, pour aucun but inscrit, et 151 matchs en 2e division portugaise, pour 10 buts inscrits.

### Carrière en équipe nationale
Il compte deux sélections et zéro but en équipe de Sao Tomé-et-Principe entre 2000 et 2003.